# Ernst Petz
Ernst Petz (n. 1947, Villach, Carintia, Austria) este un jurnalist, redactor și scriitor de  literatură științifico-fantastică austriac.

## Lucrări scrise
- Stellvertreterkrieg, Heyne-Verlag, München 1991. ISBN 978-3-45303907-0
- Galgenbett mit Arno Schmidt, Aarachne-Verlag, Wien 2000. ISBN 978-3-85255048-0
- Countdown mit Arno Schmidt, Aarachne-Verlag, Wien 2001. ISBN 978-3-85255-054-1

## Vezi și
- Listă de scriitori de literatură științifico-fantastică
- Listă de scriitori de limbă germană
- Științifico-fantasticul în Austria